# Sztokholm
Sztokholm (szw. Stockholmⓘ [stɔkːɔlm]) – stolica i najludniejsze miasto (tätort) Szwecji, główny ośrodek polityczny, ekonomiczny i kulturalny kraju. Siedziba rządu i parlamentu Szwecji oraz szwedzkiej rodziny królewskiej.
Siedziba władz (residensstad) regionu administracyjnego (län) Sztokholm oraz ośrodek administracyjny (centralort) gminy Sztokholm (Stockholms kommun lub Stockholms stad).
Miasto zostało założone według tradycji w 1252 roku przez jarla Birgera. Od początku XV w. Sztokholm zaczął pełnić rolę głównego ośrodka kraju. W 1436 roku zostały nadane przywileje miejskie. Status stolicy Szwecji został oficjalnie potwierdzony w akcie o formie rządu z 1634 roku (1634 års regeringsform).
Największe pod względem zaludnienia miasto Szwecji, główny ośrodek obszaru metropolitalnego Storstockholm (pol. „Wielki Sztokholm”), liczącego 2 336 404 mieszkańców (30 września 2018). W skład obszaru metropolitalnego Storstockholm wchodzą wszystkie gminy regionu administracyjnego (län) Sztokholm.
W 2015 roku część tätortu Sztokholm leżąca w granicach administracyjnych gminy Sztokholm liczyła 890 640 mieszkańców. W 2020 tätort Sztokholm liczył 1 617 407 mieszkańców. 30 września 2018 roku gmina Sztokholm (Stockholms stad) liczyła 960 031 mieszkańców.

## Historia

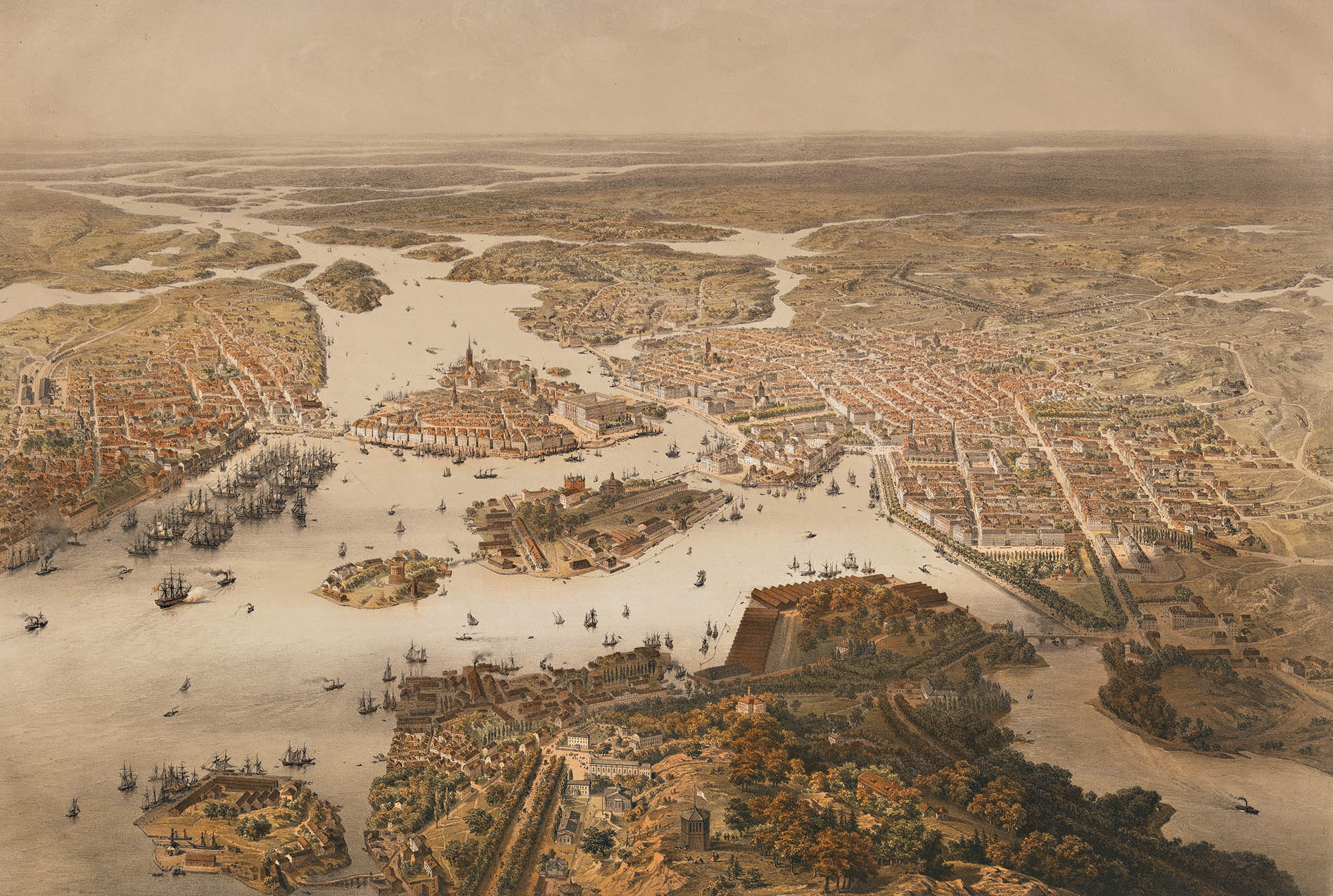
Panorama Sztokholmu widziana z pokładu balonu na ogrzane powietrze w roku 1868

Niektórzy badacze wywodzą nazwę miasta od stock – pień, pal, belka i holme – wyspa, wysepka.
Miasto po raz pierwszy pojawia się w staroskandynawskich sagach jako Agnafit (lub Agnefit) i jest łączone z mitologicznym królem szwedzkim, Agne. Pierwszy raz Sztokholm pojawia się w dokumentach w roku 1252.
Rozwój miasta rozpoczął się w XIII wieku od części zwanej dzisiaj Gamla Stan – Stare Miasto. Za założyciela miasta uważany jest jarl Birger Magnusson, dzięki któremu miasto bardzo szybko uzyskało duże znaczenie w handlu. Po okresie walk szwedzko-duńskich w XV i XVI wieku, w 1523 Sztokholm został zdobyty ostatecznie przez Gustawa I Wazę. Od tego czasu też siedzibą szwedzkich królów był zamek Tre Kronor. W 1697 roku pożar strawił większość budowli i od 1754 rodzina królewska zamieszkała już w Pałacu Królewskim. W 1776 roku powstała tu Akademia Szwedzka.
W połowie XIX wieku stolica Szwecji liczyła blisko 100 tysięcy mieszkańców. W Sztokholmie rozgrywane były Letnie Igrzyska Olimpijskie w 1912. Po II wojnie światowej, w 1952 uruchomiono w mieście pierwszą linię metra.

## Geografia

### Położenie

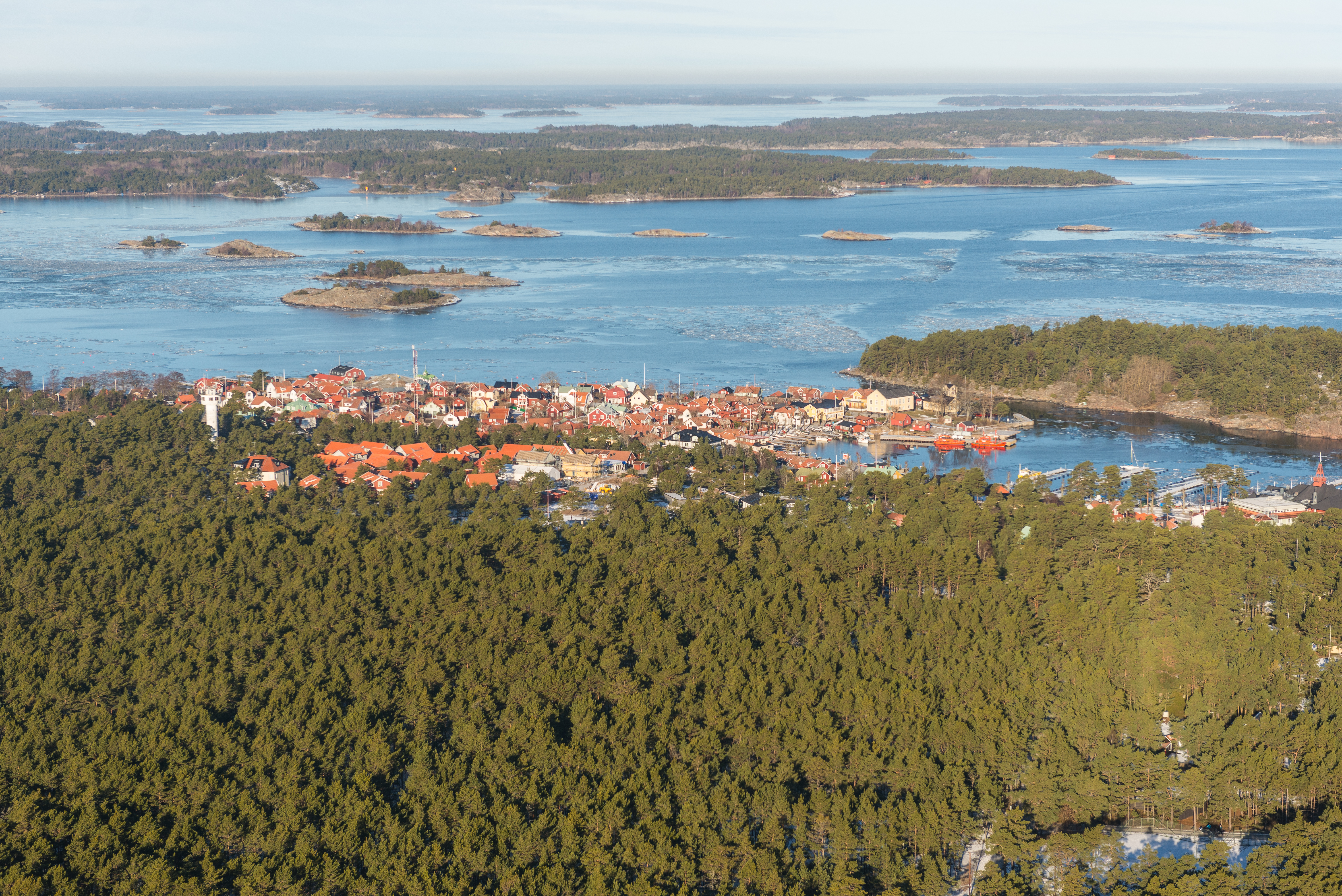
Archipelag Sztokholmski

Położone w środkowej części kraju na 14 wyspach, które połączone są ze sobą 53 mostami oraz na lądzie stałym nad zatoką Saltsjön (Morze Bałtyckie) i jeziorem Melar (szw. Mälaren) wraz z łączącą je cieśniną Norrström. Cały obszar stołeczny Sztokholmu obejmuje m.in. archipelag sztokholmski, czyli 24 000 wysp, wysepek i skał przybrzeżnych. Te uwarunkowania sprawiły, że miasto bywa nazywane Wenecją Północy. Ze 188 km² powierzchni miasta jedną trzecią stanowi teren zabudowany, pozostałe woda, lasy i parki.

### Klimat
Z powodu położenia na północy, klimat Sztokholmu jest silnie zróżnicowany, w zależności od pory roku. W czasie zimy dzień trwa około sześciu godzin. Natomiast w czerwcu czas ten sięga 18 godzin i 37 minut. Z tego powodu, w Sztokholmie są ciepłe lata i mroźne zimy. Najwyższa zarejestrowana temperatura to +36, a najniższa: -32 stopnie Celsjusza.
Typowe temperatury:
- Zima: od -7 do +2 stopni Celsjusza
- Wiosna: od +5 do +15 stopni Celsjusza
- Lato: od +20 do +25 stopni Celsjusza
- Jesień: od +5 do +18 stopni Celsjusza

## Podział administracyjny Sztokholmu

Podział administracyjny Sztokholmu od 01.01.2007

Od 1 stycznia 2007 Sztokholm dzieli się na 14 dzielnic (szw. stadsdelsområde):
| - Bromma - Enskede-Årsta-Vantör - Farsta - Hägersten-Liljeholmen - Hässelby-Vällingby - Kungsholmen - Norrmalm | - Rinkeby-Kista - Skarpnäck - Skärholmen - Spånga-Tensta - Södermalm - Älvsjö - Östermalm |

Każda z dzielnic dzieli się na rejony (szw. stadsdel) a te z kolei na kwatery (szw. kvarter).

## Transport

### Transport publiczny

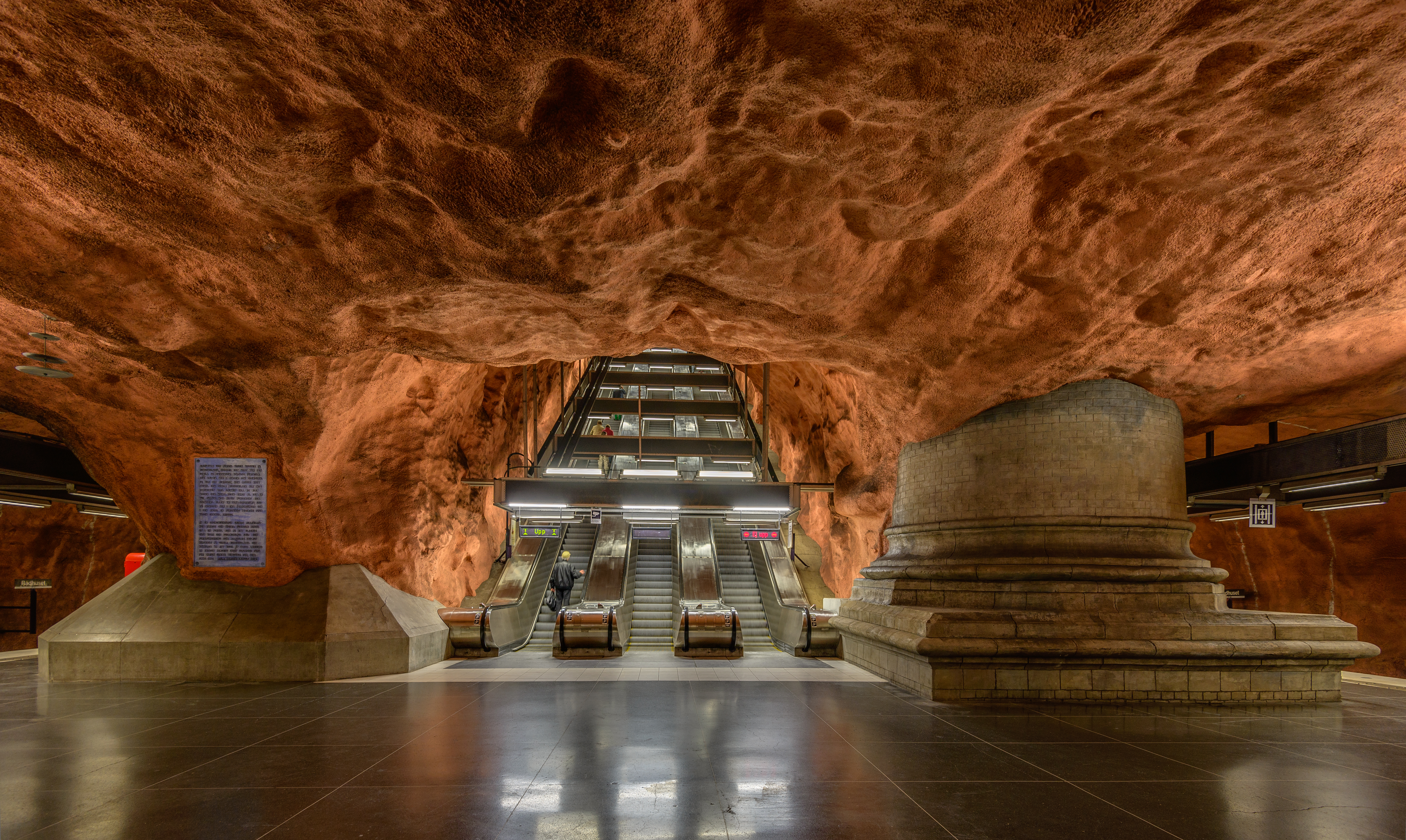
Metro sztokholmskie – stacja Rådhuset

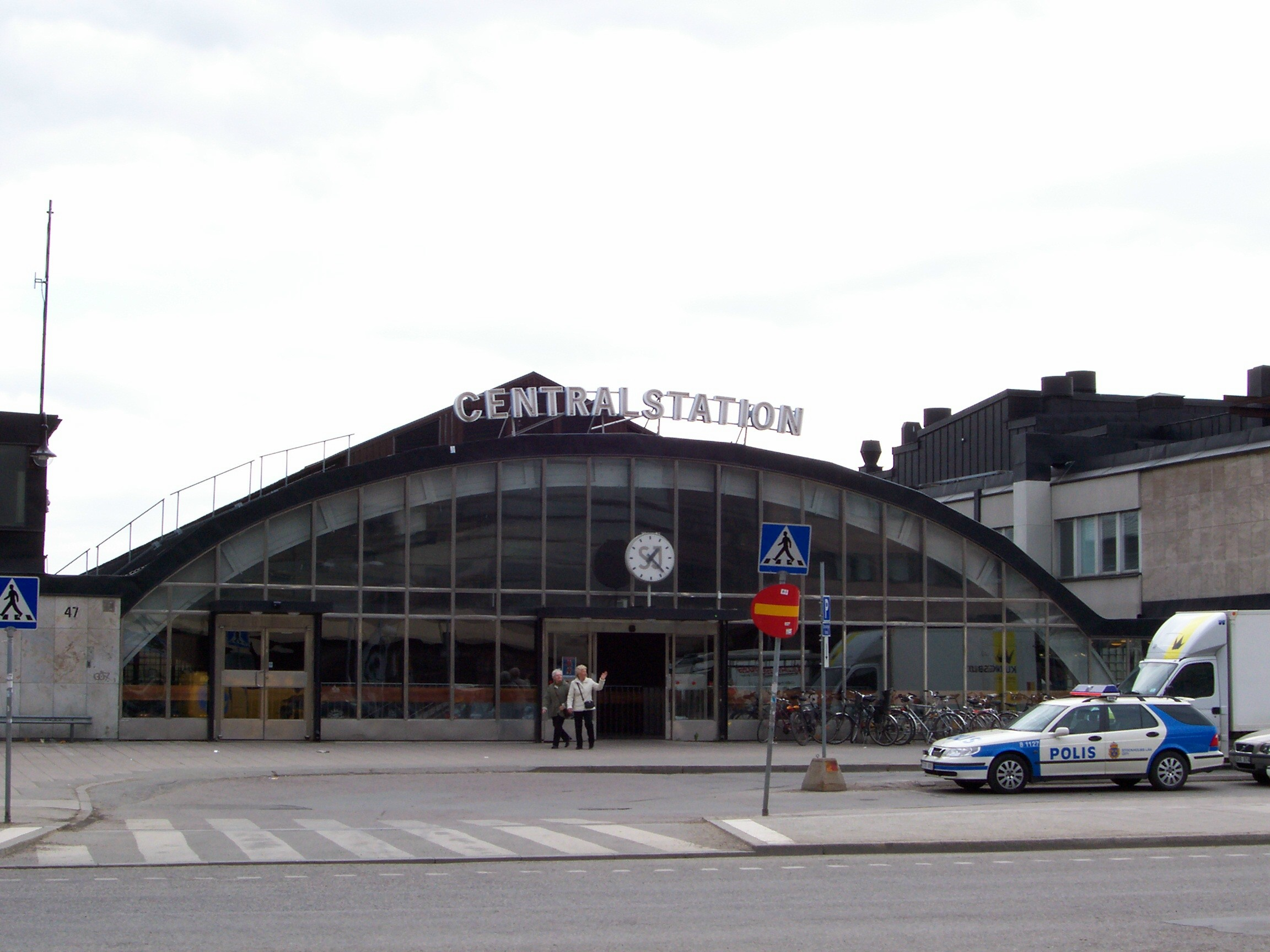
Fasada Dworca Centralnego od strony Klarabergsviadukten

Sztokholm posiada dobrze rozwiniętą sieć komunikacji miejskiej. Metro (szw. Tunnelbana), autobusy, tramwaje, szybka kolej podmiejska (Pendeltåg) i regionalna pozwalają szybko przemieszczać się w obrębie miasta, jak i regionu sztokholmskiego.
Wszystkie formy transportu naziemnego (poza autobusami oraz pociągami z i na lotnisko) zarządzane są przez Storstockholms Lokaltrafik (SL), który powierza utrzymanie i naprawę sieci szeregowi firm – np. Connex (obsługuje Metro). Funkcjonują trzy koleje regionalne, w tym jedna wąskotorowa.
SL wprowadził wspólny bilet na wszystkie środki komunikacji poruszające się w regionie sztokholmskim. Pozwala to na łatwe przesiadanie się z metra na autobus, kolejkę podmiejską i inne środki transportu. Bilety są dostępne w formie kuponów jednoprzejazdowych oraz kart podróżnych. Karty podróżne mogą mieć różny okres ważności, od 24 godzin do jednego roku. Turystom, którzy nabędą tzw. kartę sztokholmską (szw. stockholmskortet), kartę abonamentową uprawniającą do jednorazowego wstępu do miejskich muzeów i galerii przez określoną liczbę dni (1-3), przysługują w tym czasie nieograniczone przejazdy komunikacją miejską (z wyłączeniem niektórych linii).
Bilety ulgowe przysługują osobom do 20. oraz powyżej 65. roku życia.

### Drogi i kolej
Kolejowe połączenia dalekobieżne obejmują m.in. linie do Göteborga czy Sundsvall, obsługiwane przez pociągi typu X2000. Znajduje się tu Dworzec Centralny. Sztokholm i przedmieścia obsługują metro (tunelbana) oraz dwa systemy kolei aglomeracyjnej: Pendeltåg i Roslagsbanan.
W mieście krzyżują się drogowe trasy europejskie E4, E18 oraz E20.

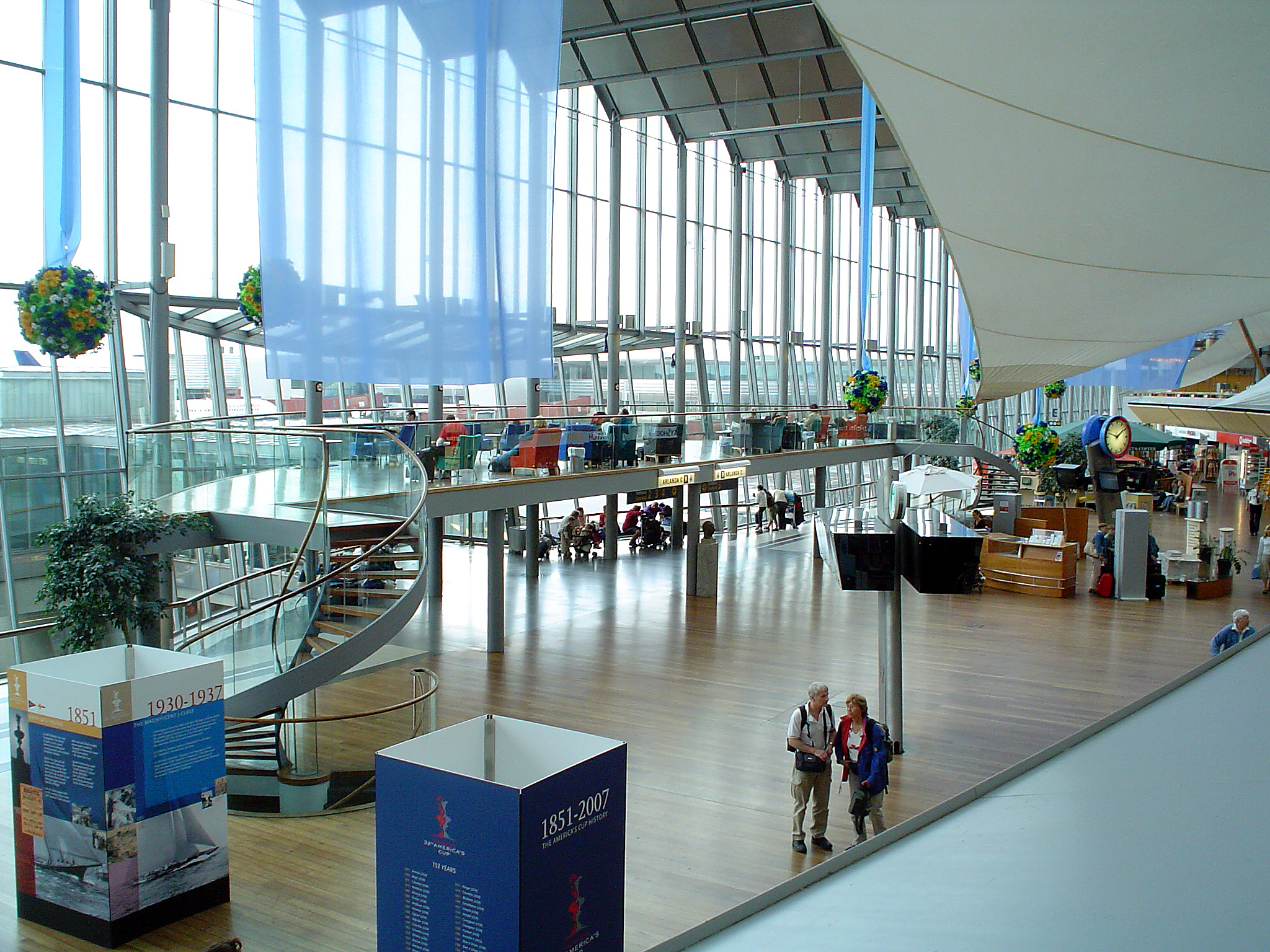
Port Lotniczy Sztokholm-Arlanda

### Lotniska
Głównym lotniskiem Sztokholmu jest Arlanda, położona ok. 40 km na północ od Sztokholmu. Z lotniska Arlanda do centrum miasta można dostać się: pociągiem (super-szybki ekspres Arlanda Express, ok. 20 minut), autobusem Flygbussarna lub taksówką (40 min). Poza tym Sztokholm posiada lotnisko Bromma w centrum, obsługujące samoloty m.in. Malmö Aviation i innych lokalnych przewoźników, ruch czarterowy, jak i prywatne awionetki. Bromma jest też bazą dwóch aeroklubów. Blisko Sztokholmu (ok. 100 km na południe) znajduje się lotnisko Skavsta, na które można się dostać samolotami linii Wizz Air oraz Ryanair z kilku miast polskich. Natomiast na północ od Sztokholmu położone jest lotnisko Västerås, które także obsługiwane jest przez tanie linie lotnicze. Również na północ, ok. 30 km w kierunku Uppsali, mieści się lotnisko Gryttjom, gdzie wykonuje się m.in. skoki spadochronowe.

### Promy
Sztokholm poprzez terminal promowy ma bezpośrednie połączenia promowe z Tallinnem, Rygą, Helsinkami, Turku oraz Mariehamn na Wyspach Alandzkich. Poprzez położony 60 km dalej na południu terminal w Nynäshamn posiada połączenia promowe z Gdańskiem. Małe promy (obsługiwane przez Waxholmsbolaget) pozwalają dostać się na wiele wysp archipelagu sztokholmskiego.

## Edukacja

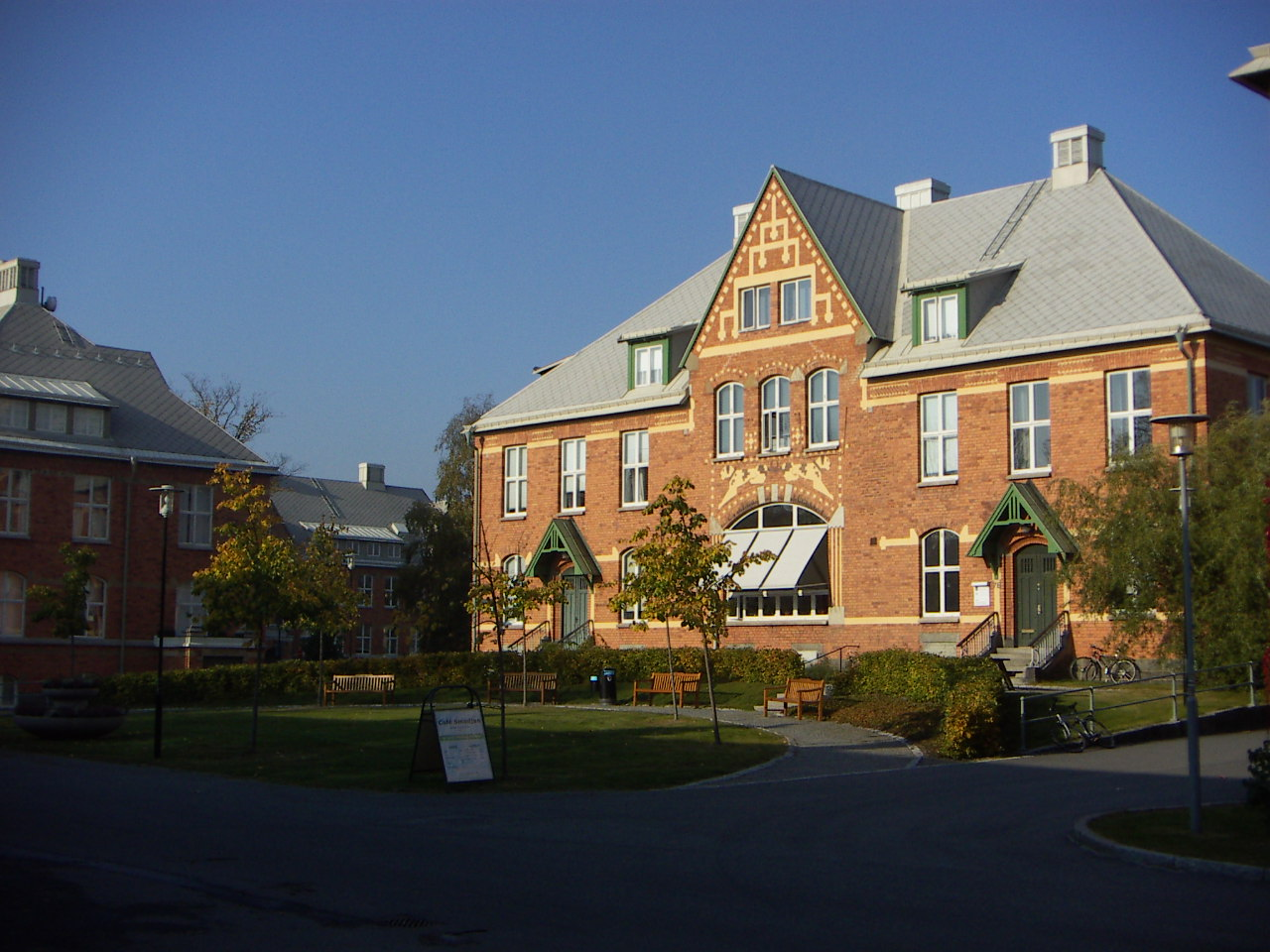
Uniwersytet Sztokholmski

W Sztokholmie znajdują się liczne uczelnie wyższe, między innymi założony w 1811 Instytut Karolinska, utworzona w 1827 Królewska Politechnika w Sztokholmie (szw. Kungliga Tekniska Högskolan) i powstały w 1878 Uniwersytet w Sztokholmie.

### Węzeł Wiedzy i Innowacji EIT
Sztokholm jest jednym z centrów Węzła Wiedzy i Innowacji (Sustainable Energy) Europejskiego Instytutu Technologicznego. W projekcie uczestniczą też uczelnie i przedsiębiorstwa z Hiszpanii, Holandii, Niemiec, Polski (koordynatorami projektu są krakowska AGH oraz Politechnika Śląska w Gliwicach) i Francji. Udział w projekcie pozwala na tworzenie zupełnie nowych technologii i ich transfer do biznesu na ogromną skalę. Na badania wykorzystywane w biznesie przypadnie 120 mln euro rocznie.

## Sport

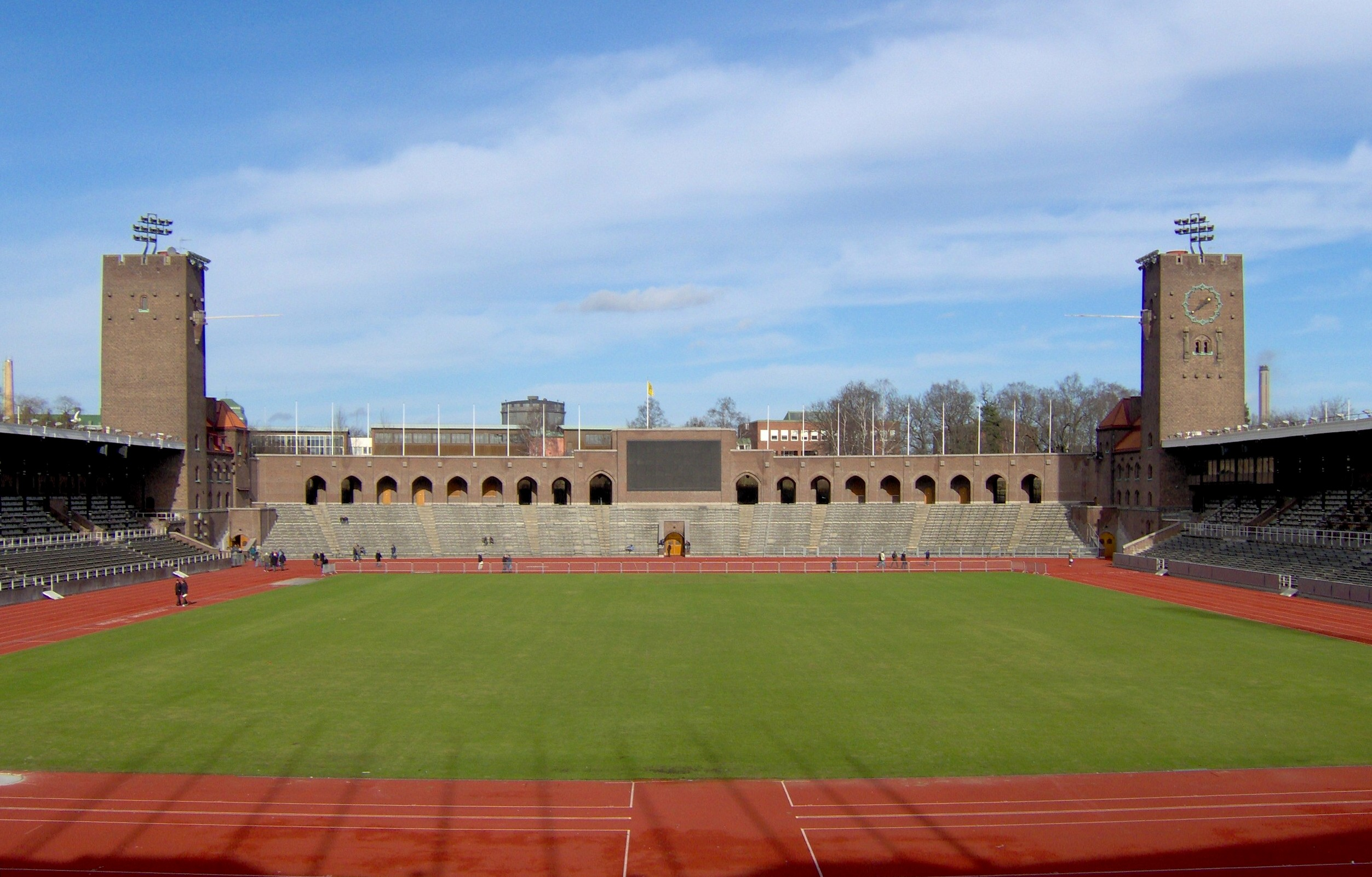
Stadion Olimpijski w Sztokholmie

- IF Brommapojkarna – klub piłkarski
- Hammarby IF – klub piłkarski
- Djurgårdens IF – klub piłkarski
  - Stadion Olimpijski w Sztokholmie
- Djurgårdens IF – klub hokejowy
- Bajen Speedway Sztokholm – klub żużlowy
- Getingarna Sztokholm – klub żużlowy
- Monarkerna Sztokholm – klub żużlowy
- W Sztokholmie rozgrywane były Letnie Igrzyska Olimpijskie w 1912

W latach 2004–2008 rozgrywany był tutaj kobiecy turniej tenisowy Nordea Nordic Light Open.

## Turystyka

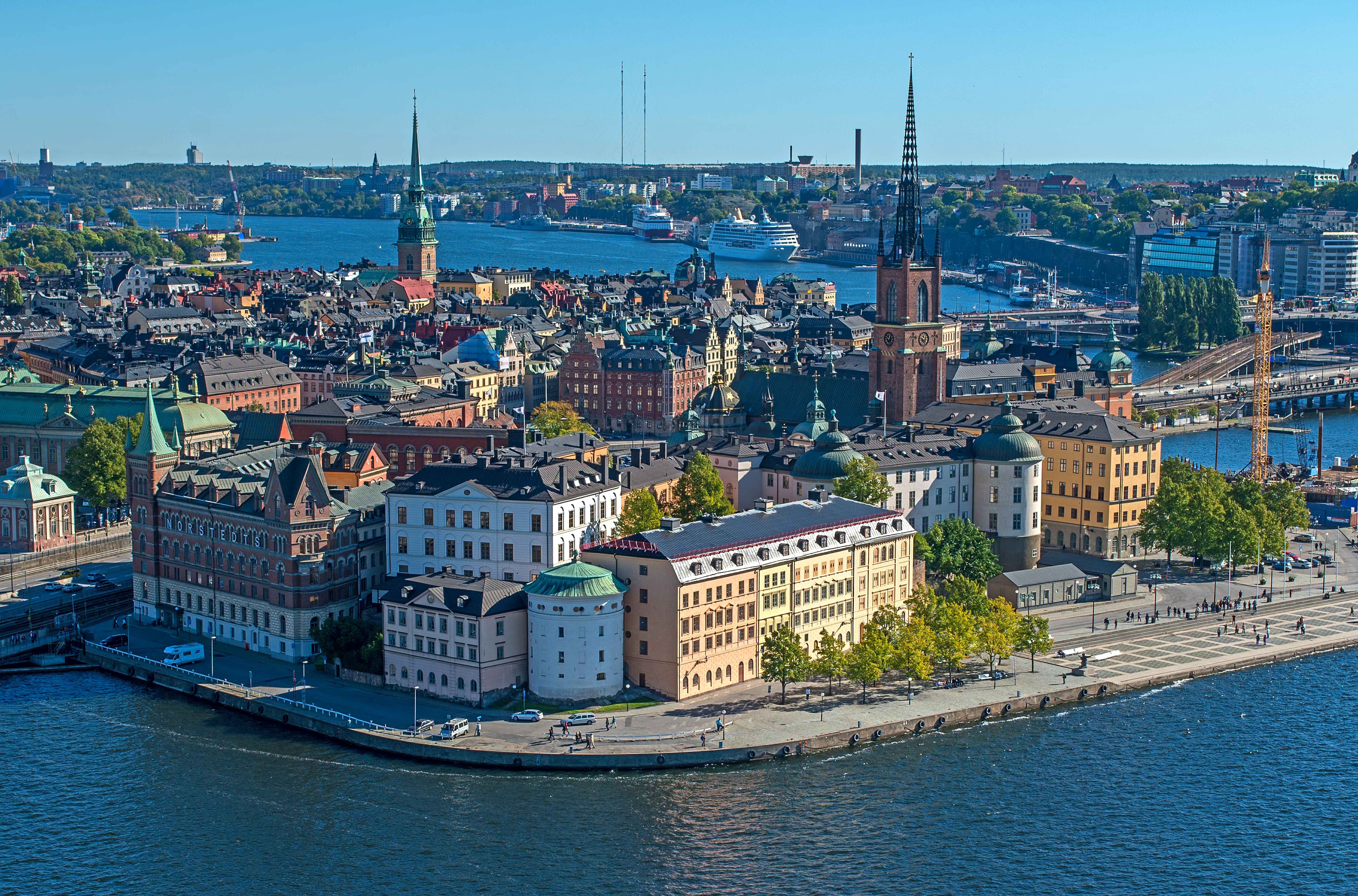
Widok na Gamla stan z wieżyStadshuset

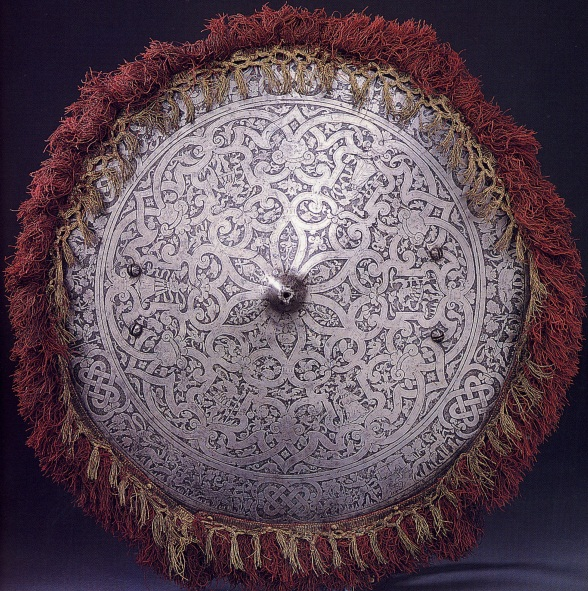
Tarcza paradna Zygmunta Augusta

W mieście jest ok. 70 muzeów, z których najczęściej odwiedzanymi są Muzeum okrętu Vasa i Skansen, oba znajdują się na Djurgården.
Główne zabytki i atrakcje miasta:
- Kungliga Slottet – Pałac Królewski
- Storkyrkan – Katedra
- Riddarhuset – Dom Rycerstwa i Szlachty w Sztokholmie
- Stadshuset – Ratusz
- Vasamuseet – Muzeum Okrętu „Vasa”
- Skansen w Sztokholmie

### Polonika
- Liczne zabytki pochodzące z Polski (np. namiot zdobyty przez Sobieskiego pod Wiedniem, zbroje królów Polski, sztandary polskiego wojska, armaty) można obejrzeć w Livrustkammaren i w Muzeum Armii w Sztokholmie.

## Kościoły katolickie
- Katedra katolicka pw. św. Eryka

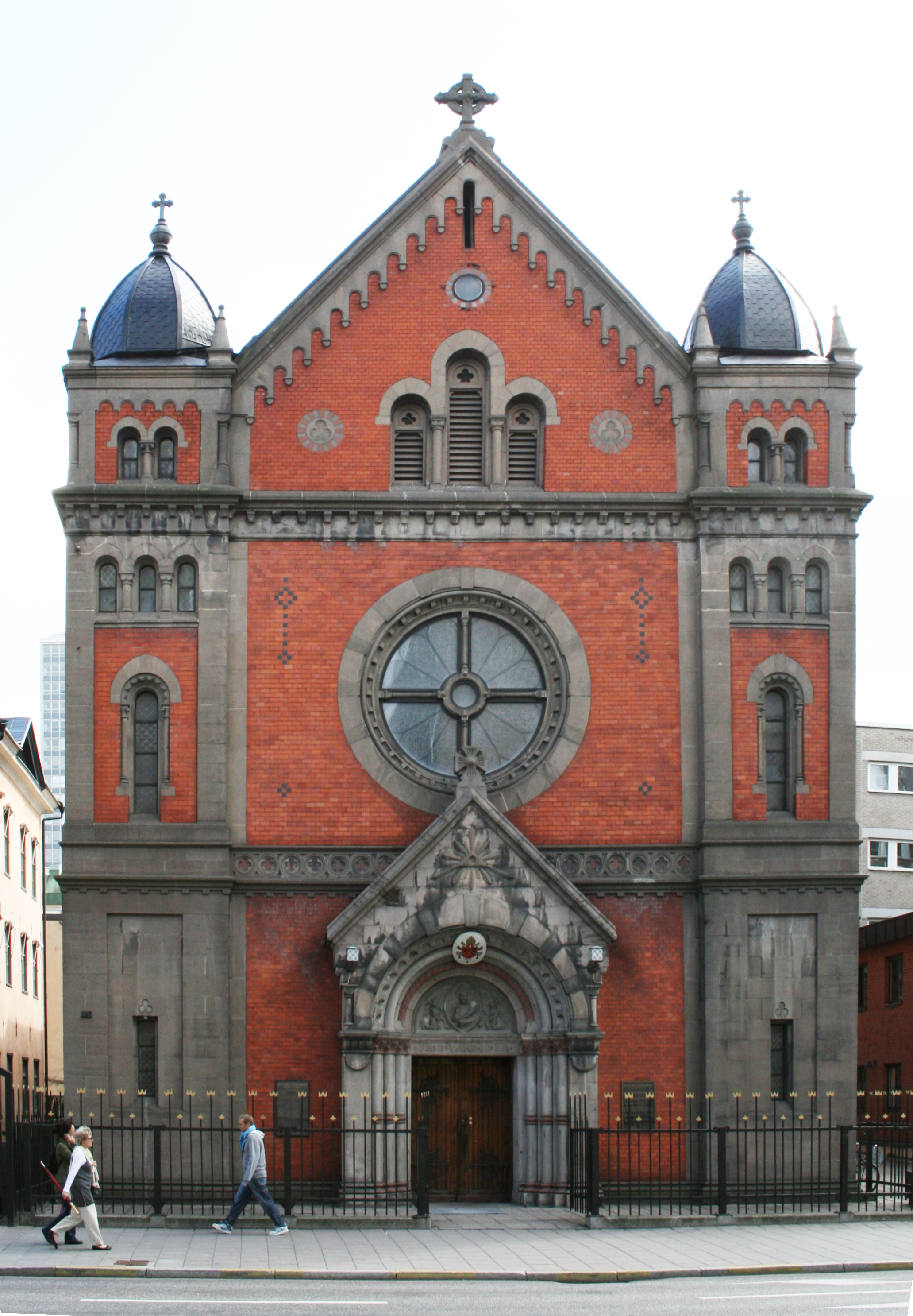
Katedra św. Eryka

- Kaplica Miłosierdzia Bożego (Polska kaplica)
- Kościół św. Rodziny w Haninge
- Kościół św. Botvida we Fittji
- Kościół św. Eugenii na Kungsträdgården

## Urodzeni w Sztokholmie

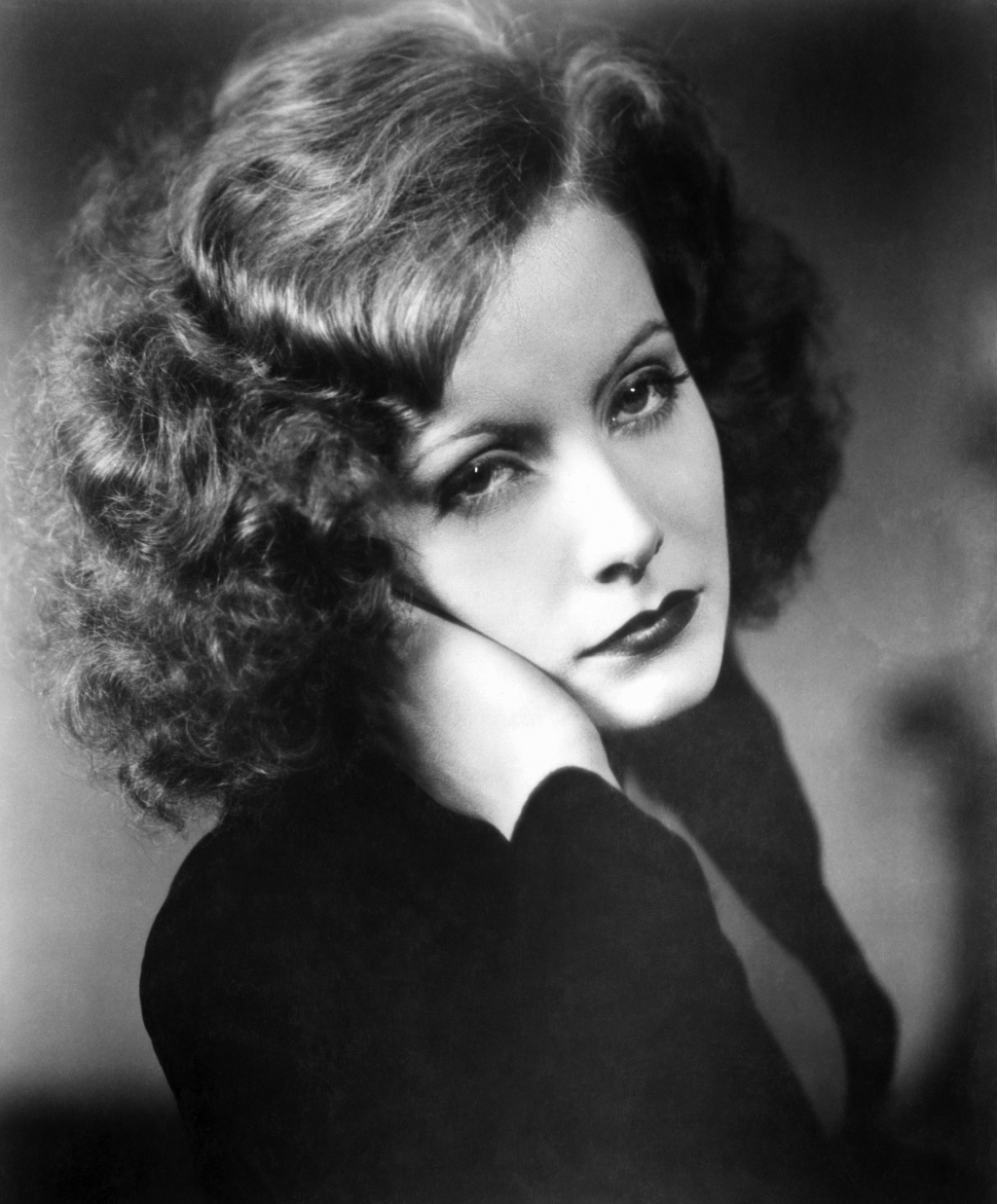
Greta Garbo

- Greta Garbo – szwedzko-amerykańska aktorka[9]
- Ingrid Bergman – szwedzka aktorka[10]
- Karl-Robert Ameln – szwedzki żeglarz
- Johan Tobias Sergel – szwedzki rzeźbiarz, malarz i rysownik
- Naima Wifstrand – szwedzka aktorka
- Tim Bergling (Avicii) – szwedzki DJ
- Alexander Skarsgård – szwedzki aktor i reżyser
- Frida Gustavsson – szwedzka supermodelka i aktorka
- Benny Andersson – kompozytor i aranżer, współzałożyciel zespołu ABBA
- Yung Lean – szwedzki raper
- Mårten Sandén – szwedzki autor książek dla dzieci

## Miasta partnerskie
- Wilno (Litwa)
- Belgrad (Serbia)
- Berlin (Niemcy)
- Częstochowa (Polska)
- Helsinki (Finlandia)
- Londyn (Wielka Brytania)
- Paryż (Francja)
- Reykjavík (Islandia)
- Sarajewo (Bośnia i Hercegowina)
- Warszawa (Polska)